# Zeitraffer
Der Zeitraffer ist eine filmische Methode zur Beschleunigung der Langzeitaufzeichnung von Bewegungsabläufen, bei der die Bildfrequenz (Bildrate) der Aufnahmekamera im Verhältnis zur Abspielfrequenz herabgesetzt wird. Werden die Aufnahmen dann mit normaler Geschwindigkeit abgespielt, scheint der aufgenommene Vorgang schneller abzulaufen. Dadurch werden auch Änderungen sichtbar, die in Echtzeit aufgrund ihrer langsamen Natur vom Menschen nicht oder nur schwer wahrnehmbar sind.
Die dem Zeitraffer entgegengesetzte Methode ist die Zeitlupe.

## Technische Voraussetzungen

Zeitraffervideo als GIF-Animation

Die Aufnahme der einzelnen Filmbilder kann bei kurzen Sequenzen von Hand erfolgen, für Langzeitaufnahmen werden spezielle separate Schaltgeräte (Impulsgeber) und Auslösemagnete oder Einzelbildmotoren verwendet. Bessere Super-8-Kameras besitzen oft diese Technik, die meist auch Langzeitbelichtungen der Einzelbilder erlauben. Im digitalen Amateursegment findet man oftmals Digitalkameras und Camcorder, die über Serienbildfunktionen verfügen. Auch ohne Serienbildfunktionen sind Zeitrafferaufnahmen möglich, indem aus den Filmaufnahmen mittels Videobearbeitungssoftware Einzelbilder in gleichmäßigen Intervallen ausgeschnitten werden. Im semiprofessionellen Bereich kann man auf Spiegelreflexkameras zurückgreifen, deren Aufnahmeintervall z. B. mit einem Computer gesteuert wird. Im professionellen Bereich gibt es Spezialkameras, insbesondere für die Filmindustrie. Bei professionellen Aufnahmen ist auf immer gleiche Beleuchtungsverhältnisse zu achten. Das ist in einem kontrollierten Umfeld wie einem Fotostudio noch leicht möglich, unter freiem Himmel abhängig vom Aufnahmeintervall wird es deutlich schwieriger. Sind Aufnahmen mit einem Intervall von wenigen Sekunden noch unproblematisch, da sich die Beleuchtungsverhältnisse nicht so schnell ändern, so kann es bei Aufnahmeintervallen von mehreren Stunden bis Tagen zu starken Helligkeitsschwankungen infolge veränderter Wettersituationen kommen. Dies wird zum Beispiel insbesondere auf Aufnahmen sichtbar, die Baufortschritte an Gebäuden dokumentieren. Das störende Flackern kann in der Nachbearbeitung reduziert werden.

## Berechnung
Um alle Einstellungen, die man zum Erstellen einer Zeitrafferaufnahme braucht, herauszufinden, ist folgende Formel geeignet:
{\displaystyle z=f\cdot r={\dfrac {a}{i}}}
mit
- {\displaystyle z}  = Bildanzahl;
- {\displaystyle f} = Filmlänge (in s);
- {\displaystyle r} = Bildrate;
- {\displaystyle a} = Aufnahmedauer (in s);
- {\displaystyle i} = Intervall (z. B: mache alle 2 Sekunden ein Bild)

Beispiel: 
Eine Kamera läuft mit 12 Bildern pro Sekunde. Bei der Projektion des Films mit der normalen Bildfrequenz (für Kino) von 24 Bildern pro Sekunde ergibt sich ein zweifacher Zeitraffer.

## Verwendungsbeispiele
- Film 80000 Shots